# Pisinna rufoapicata
Pisinna rufoapicata är en snäckart som först beskrevs av Suter 1908.  Pisinna rufoapicata ingår i släktet Pisinna och familjen Anabathridae. Inga underarter finns listade i Catalogue of Life.